# Příbram VII
Příbram VII gradska je četvrt grada Příbrama. Prema popisu stanovništva iz 2001. godine, u četvrti živi 12.944 stanovnika na 526 prijavljenih adresa. 
Četvrt zauzima površinu od 16,8 km², od čega 14,33 km² pripada Příbramu, a 2,47 km² četvrti Březové Hory. Poštanski broj četvrti Příbram VII glasi 261 02.
Nalazi se na jugozapadu grada, južno od četvrti Příbram IV i Březové Hory (Příbram VI), te sjeverno od Příbram VIII i Zdabora (Příbram V). Sastoji se od stambenih blokova Zimní stadión, Březové Hory-sjever, Březové Hory-jug i Březové Hory-zapad II. Od znamenitosti četvrt krase vodoskoci, vodeni park i klizalište, kazalište Antonín Dvořák, kinodvorana, te Trg 17. studenog.
Osim nekoliko osnovnih škola, u četvrti radi i gimnazija.

## Vanjske poveznice
- (češ.) (engl.) (njem.) Službene stranice grada i općine Příbram
- (češ.) Gymnázium Příbram